# Monte La Serra
Il Monte La Serra, o Monte Serra (1.607 m s.l.m.), è una montagna dell'appennino abruzzese, appartenente ai Monti del Cicolano che si trova nel Lazio, nella provincia di Rieti, nel comuni di Fiamignano.
Sovrastan a sud l'abitato comunale e la Valle del Salto, a nord i Piani d'Aquilente con la cresta a nord-ovest che si ricollega ai Monti di Petrella Salto.